# Envirome
Dans le domaine de l'épidémiologie génétique, l’envirome désigne la somme des facteurs environnementaux (présents et passés) qui affectent l'état d’un organisme, et notamment son état de santé physique et mentale
L'étude de l’envirome et ses effets est appelé « enviromics » par les anglophones. 
C’est par exemple un enjeu important pour expliquer comment deux vrais jumeaux, ou deux cellules ou organismes clonés vont évoluer différemment en réaction à deux « enviromes » différents ou essayer de prédire comment la santé d'une personne ou d'un organisme évoluera en fonction du contexte attendu. 

## Histoire et terminologie
Ce mot été forgé en 1995 pour le domaine de l'épidémiologie psychiatrique par JC Anthony ,.
Plus récemment, l’utilisation de ce terme a été étendue au domaine de la biologie cellulaire fonctionnelle, où des études (« cell functional enviromics ») s’intéressent à la fois au génome et à l’envirome observés du  point de vue de la « biologie des systèmes » . De ce point de vue un bioréacteur est un envirome contrôlé

## Classification
L’envirome a des effets positifs et négatifs sur l'organisme, mais ce sont les effets négatifs qui sont les plus étudiés pour comprendre et soigner les maladies. 
Une typologie de cinq types de risques « enviromiques » pour la santé a été proposée par McDowall 
- risque naturel physico-chimique ;
- risque artificiel physico-chimique ;
- risque biologique / organique (naturel ou artificiel) ;
- risque macrosocial ;
- risque micro ou psychosocial.

Pour leurs classifications, le risque et le danger enviromiques peuvent aussi être appréhendés au regard de leur dimension temporelle ; ainsi le risque peut être celui d’une exposition à 
- un changement soudain (comme un cataclysme, une guerre),
- un changement rapide de l'environnement (apparition de l’internet, des objets connectés…),
- un changement lent (changement climatique, crise de la biodiversité)

ou au contraire une situation trop statique (emprisonnement..) 
Dans les études de jumeaux, l’influence de l’envirome est  souvent décomposée en 2 groupes de facteurs environnementaux (partagés et non partagés entre les deux jumeaux) .

## Corrélation et interactions gènes-environnement
L'effet d'un envirome donné sur une cellule ou un organisme est partiellement modulé par son patrimoine génétique, c'est-à-dire son génome. 
Les deux principales façons dont gènes et environnement interagissent sont  les corrélations et interactions entre  génotype et environnement.
Une corrélation génotype-environnement se produit par exemple quand des enfants à la fois héritent des gènes de leurs parents et vivent sous l'influence de ces parents .
Dans le contexte de l'épidémiologie génétique, l'interaction se réfère aux gènes et l'environnement à la fois comme causes séparées et comme additionnant  (éventuellement synergiquement) leurs effets .
Un exemple d’interaction entre  l'environnement  et la génétique est le risque accru de contracter la maladie d'Alzheimer à la suite d'une blessure à la tête des personnes portant l’allèle APOE \ epsilon 4.

## Critiques
Certains chercheurs considèrent l’« envirome » comme un nouveau nom pour  décrire la dichotomie « inné – acquis » (« nature » et  « nurture » pour les anglophones)  pour expliquer une partie du comportement psychologique ou éthologique..
En 2001, Steven Rose estime qu’il est temps pour la psychiatrie  d'abandonner la dichotomie génome envirome   en faveur d'une vision intégrative du cours de la vie d'une personne dans son environnement